# Menthon-Saint-Bernard
Menthon-Saint-Bernard är en kommun i departementet Haute-Savoie i regionen Auvergne-Rhône-Alpes i sydöstra Frankrike. Kommunen ligger i kantonen Annecy-le-Vieux som tillhör arrondissementet Annecy. År 2022 hade Menthon-Saint-Bernard 1 889 invånare.

## Befolkningsutveckling
Antalet invånare i kommunen Menthon-Saint-Bernard
| Referens: INSEE |